# Thiratoscirtus cinctus
Thiratoscirtus cinctus is een spinnensoort in de taxonomische indeling van de springspinnen (Salticidae).
Het dier behoort tot het geslacht Thiratoscirtus. De wetenschappelijke naam van de soort werd voor het eerst geldig gepubliceerd in 1899 door Tord Tamerlan Teodor Thorell.